# Perte de consortium
Dans le droit de la responsabilité délictuelle de la common law, la perte de consortium est la privation des avantages d'une relation familiale en raison de blessures causées par l'auteur d'un délit. Dans ce contexte, le mot consortium signifie « le droit d'association et de fraternité entre deux personnes mariées ».
Des dommages-intérêts peuvent être réclamés selon trois théories : les frais médicaux encourus ou ceux qui doivent encore être encourus par le demandeur, la perte des services d'un conjoint lésé et la perte de la relation (en fonction de certains paramètres).
La règle de common law du consortium a été modifiée ou abolie par la loi dans de nombreux ressorts. La disponibilité de la perte de consortium diffère considérablement entre les ressorts de common law et n'existe pas du tout dans plusieurs d'entre eux. Les dommages-intérêts pour perte de consortium sont considérés séparément et ne doivent pas être confondus avec les dommages-intérêts compensatoires.

## Terminologie et histoire
Le nom de la réclamation provient de l'expression latine « per quod servitium et consortium amisit » (« en conséquence de quoi il a perdu la servitude et les services conjugaux [d'une autre personne] »). La relation entre mari et femme a, historiquement, été considérée comme digne de protection légale. L'intérêt protégé dans le consortium est celui que le chef de famille (père ou mari) avait dans l'intégrité physique de sa femme, de ses enfants ou de ses domestiques. Le sous-entendu de cette réclamation est que le mari avait un droit de propriété non réciproque sur sa femme.
Les privations identifiées comprennent les contributions économiques du conjoint blessé au ménage, les soins et l'affection, et le sexe. La réclamation  était autrefois ouverte à un père contre un homme qui courtisait sa fille en dehors du mariage, au motif que le père avait perdu le consortium des services ménagers de sa fille parce qu'elle passait du temps avec son fiancé.

## Droit par pays

### Angleterre (Royaume-Uni)
La perte de consortium résultant de dommages corporels était reconnue en vertu de la common law anglaise. En 1349, le Statut des travailleurs contenait une disposition légale qui visait à empêcher les serviteurs de changer d'employeur et à empêcher les employeurs potentiels d'attirer les serviteurs loin d'autres employeurs.
La common law s'est développée sur la base de ce statut, de sorte que la loi s'est étendue de la couverture des domestiques à la couverture des membres de la famille. Étant donné que certaines relations familiales étaient considérées comme analogues aux relations de propriété (par exemple, les pères possédaient leurs enfants et les maris possédaient leurs épouses), le préjudice causé aux membres de la famille pourrait être considéré comme une privation d'avantages pour le membre de la famille exerçant un contrôle légal.
Par exemple, dans Baker v Bolton , un homme a été autorisé à recouvrer sa perte de consortium pendant que sa femme languissait après un accident de voiture. Cependant, une fois qu'elle est décédée des suites de ses blessures, son droit de récupérer pour le consortium perdu a pris fin après la promulgation de la Lord Campbell's Act , la common law anglaise a continué à interdire le recouvrement pour la perte du consortium résultant de la mort d'une victime).
Dans l'affaire Guy v. Livesey de 1619, un précédent avait été établi à cette époque selon lequel l'accès exclusif d'un mari aux services sexuels de sa femme était considérés comme relevant du concept de « consortium », et qu'un adultère pouvait donc être poursuivi pour avoir privé un cocu d'un accès exclusif aux services sexuels de sa femme. Étant donné que l'adultère ne pouvait pas autrement être poursuivi devant les tribunaux laïques pendant la majeure partie de la période après le XIIe siècle, la perte du consortium est devenue une base importante pour les poursuites pour adultère en droit anglais.
Les actions en perte de consortium ont été abolies en Angleterre, au Pays de Galles et en Irlande du Nord par l'article 2 de l'Administration of Justice Act 1982 (UK).

### Australie
Dans une affaire australienne, Baker v. Bolton , Lord Ellenborough a fait une déclaration très contestée et non étayée selon laquelle une action en perte de consortium n'aura pas lieu lorsque l'acte, l'omission ou la négligence en question entraîne la mort de la femme. De même, une réclamation pour perte de consortium n'existera pas lorsque le lien conjugal du mari et de la femme a été rompu par le divorce .
Cette action, dans sa version de common law, a été qualifiée par le juge de la Haute Cour australienne Murphy de « vue archaïque » des relations interpersonnelles en raison des sous-entendus misogynes relatifs à la propriété. Dans son jugement dans l'affaire Sharman v Evans de 1977 , il a observé que « les actions pour perte de consortium traitent correctement cela (la perte de la capacité d'une femme de faire des contributions habituelles en tant qu'épouse et mère dans un ménage) comme étant un préjudice économique ;  cependant la perte pour le mari est fondée sur la vision archaïque du mari en tant que maître ou propriétaire de sa femme ».
Les actions en perte de consortium ont été abolies en Nouvelle-Galles du Sud, en Tasmanie, en Australie-Occidentale et dans le Territoire de la capitale australienne et par, respectivement, le Law Reform (Marital Consortium) Act de 1984 , le Common law (Miscellaneous Actions) Act 1986 , Law Reform (Miscellaneous Provisions) Act 1941 (WA) et la Civil Law (Wrongs) Act 2002

### Canada

#### Québec
Au Québec, le vocabulaire de perte de consortium et de servitium était utilisé à l'époque du Code civil du Bas-Canada, par exemple dans les arrêts Lister c. McAnulty  et Hôpital Notre-Dame et Théoret c. Laurent. Dans la jurisprudence québécoise contemporaine, le nom du chef de dommages pour ce type de réclamation peut être « perte de soutien moral » ou « perte de compagnonnage ».

### Nouvelle-Zélande
Les réclamations en perte de consortium ont été abolies en Nouvelle-Zélande par l'article 5 (2) de l'Accident Compensation Act de 1972.

### États-Unis
La perte du consortium a été inscrite dans la loi comme cause d'action par les recueils de lois civiles, par exemple, dans le Maine ou dans la common law par l'action des juges. D'autres ressorts considèrent la perte du consortium comme un élément de dommages et non comme une cause d'action indépendante ; auquel cas la réclamation doit être portée sous un autre délit civil. À titre d'exemple, dans les poursuites intentées en vertu de la loi sur la mort injustifiée de l'État de Washington, la perte du consortium est un élément des dommages-intérêts.
Bien que certains ressorts ne reconnaissent que le consortium conjugal (généralement considéré comme le sexe), d'autres reconnaissent le consortium parental (amour et affection) et permettent aux enfants de se remettre du décès ou de l'invalidité d'un parent et vice versa.
Depuis que le mariage homosexuel est devenu disponible aux États-Unis, les tribunaux de ce pays ont étendu la perte du consortium à ces unions.